# Valle de los Volcanes

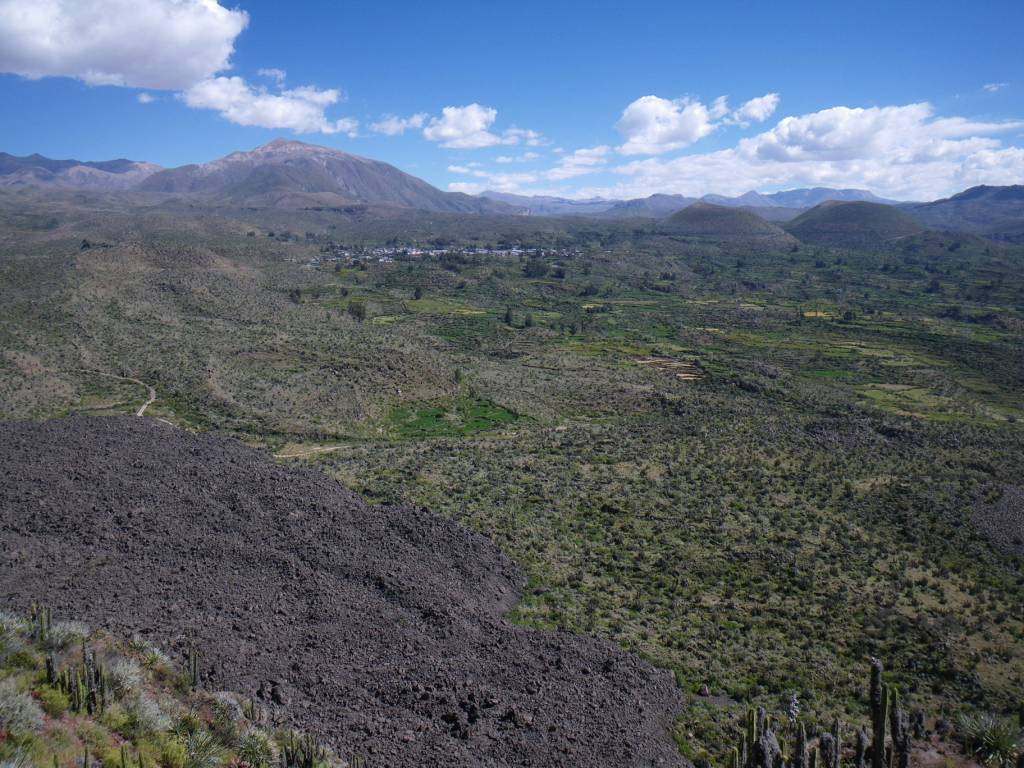

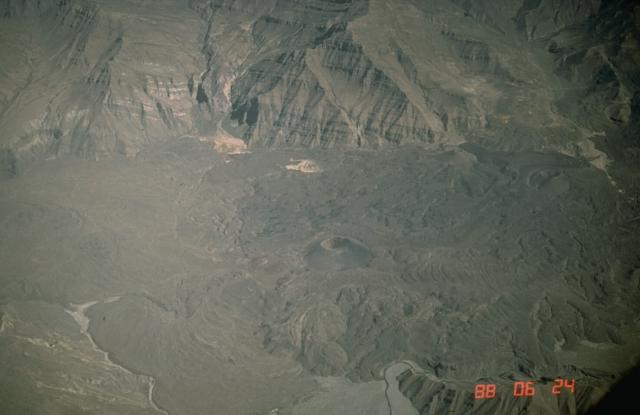

El Valle de los Volcanes está ubicado en el departamento de Arequipa. En él recorre el río Andahua de norte a sur. La zona alberga varios volcanes entre ellos la Antaymarca, a su alrededor están más de una decena de volcanes, destacado los mellizos Shipee y Jonson. El volcán más alto es Pucamauras con 350 m.
En el valle presenta una falla con presencia de lava basáltica. La falla en la parte de Andagua se encuentra entre 500 u 800 m más abajo que la parte de Huambo. La presencia de la lava se debe a la erupción múltiple de los pequeños volcanes. Estos volcanes emergieron por la desgasificación de lavas o erupciones desde el magma. La formación del valle data de hace doscientos mil años, durante el cuaternario.
En el valle se asienta Andagua que está situado a 3.600 m s. n. m.

En el 2019, la Unesco declaró como geoparque mundial al Cañón del Colca y Volcanes de Andagua.